# Gustav Wegscheider
Ernst Heinrich Gustav Wegscheider (* 8. Juni 1819 in Halle (Saale); † 5. April 1893 in Berlin) war ein deutscher Mediziner.

## Leben
Ernst Heinrich Gustav Wegscheider wurde als Sohn des protestantischen Theologen Julius August Ludwig Wegscheider geboren. 1837 begann er das Studium der Medizin an der Universität Göttingen, das er 1838 an der Universität Halle fortsetzte. In Göttingen wurde er Mitglied des Corps Brunsviga und in Halle des Corps Borussia. 1841 wurde er in Halle zum Dr. med. promoviert und wurde Assistent von Peter Krukenberg. Bis 1843 unternahm er mehrere Studienreisen nach Wien, Prag, Bonn, Heidelberg und Paris. 1842 erhielt er die Approbation in Berlin und ließ sich dort 1843 als Arzt nieder. 1845 legte er das Physikatsexamen ab. Als praktischer Arzt genoss er große Beliebtheit. Er war Vertrauensarzt der Berlinischen Lebensversicherung und des Schindler'schen Waisenhauses. 1888 musste er nach einem Schlaganfall, an dessen Spätfolgen er 1893 starb, seine Praxis aufgeben.
1844 gründete Wegscheider mit Karl Wilhelm Mayer die Gesellschaft für Geburtshülfe in Berlin, deren langjähriger Schriftführer er war. Von 1874 bis 1876 war er Vorsitzender der Gesellschaft. Weiterhin war er Mitglied der Gesellschaft Heimia, der Medizinischen Gesellschaft und der Gesellschaft für Natur- und Heilkunde. Besondere Bekanntheit erlangte er durch den nach ihm benannten Dr. Wegscheiders Brusttee, die Wegscheiderol-Bonbons und die Dr. Wegscheiders Hustentropfen, auch Wegscheiderol genannt.
Einer seiner Söhne, Max Siegfried Gustav Wegscheider, war ab 1893 als Frauenarzt in Berlin tätig.

## Auszeichnungen
- 1862 wurde Wegscheider zum Medizinalrat ernannt.
- 1872 erhielt er die Ernennung zum Geheimen Medizinalrat.
- Die Gesellschaft für Geburtshülfe in Berlin ernannte ihn zum Ehrenmitglied.

## Schriften
- Nonnulla de febrium intermittentium causa atque natura, 1841
- Über phlegmasia alba dolens, 1846
- Über Reposition der vorgefallenen Nabelschnur, 1852
- Über das Verhältniss der Brightschen Krankheit zur Eklampsie der Gebärenden, 1855
- Über Selbstnähren, Ammenwesen und künstliche Ernährung, 1857
- Über Placenta praevia, 1859
- Über Verschleppungen von Puerperalfieber, 1863
- Über verschiedene Methoden der künstlichen Ernährung, 1866